# Albert Frick (político)
Albert Frick (Schaan, 21 de octubre de 1948) es un político liechtensteiniano, perteneciente del Partido Cívico Progresista. Actualmente ocupa el cargo de Presidente del Landtag de Liechtenstein.

## Trayectoria
Entre 1991 y 2001 perteneció al Consejo Local de Schaan del Partido Cívico Progresista. 
En febrero de 2009, Frick fue elegido para su partido por primera vez para el Landtag. En febrero de 2013 y febrero de 2017 fue reelegido. Como parlamentario, ha ocupado el cargo de presidente desde 2013. Además, es miembro de varios comités, como la Comisión de Política Exterior de 2009 a 2013 como miembro y desde 2013 como presidente. Desde 2013, ha sido líder de delegación en la delegación de Liechtenstein en la comisión parlamentaria Bodensee. Fue miembro de la delegación de Liechtenstein en las comisiones parlamentarias de los países de la AELC y del EEE de 2009 a 2013 y fue Jefe de Delegación de 2013 a 2014. En 2013 reemplazó a Harry Quaderer antes de ser finalmente reemplazado por Elfried Hasler en 2014.
Además de sus actividades políticas, Frick trabajó como inspector deportivo escolar para la Oficina de Educación del Principado de Liechtenstein. Es viudo y tiene tres hijos. 